# Persone di nome Giovanni/Ingegneri
| Questa pagina contiene informazioni ricavate automaticamente dalle voci biografiche con l'ausilio del template Bio e di un bot. L'aggiornamento è periodico e automatico e ricostruisce completamente la pagina. Se manca una persona in questa lista, sei pregato di non aggiungerla, ma accertati piuttosto che la sua voce biografica contenga il template Bio e che i dati anagrafici siano correttamente compilati. Se il template Bio manca, inseriscilo tu stesso o, in alternativa, metti l'avviso {{tmp\|Bio}} che ne segnala la mancanza. Se i dati riportati sono sbagliati, correggi direttamente la voce biografica; le modifiche saranno visibili in questa lista entro pochi giorni. Per chiarimenti vedi il progetto antroponimi. La lista contiene solo le 69 persone che sono citate nell'enciclopedia e per le quali è stato implementato correttamente il template Bio. Pagina aggiornata al 6 mag 2025. |

Questa è una lista di persone presenti nell'enciclopedia che hanno il nome Giovanni e sono ingegneri.

## A(5)
- Giovanni Battista Amici, ingegnere, matematico e fisico italiano (Modena, n. 1786 - Firenze, † 1863)
- Giovanni Battista Antonelli, ingegnere militare italiano (Gatteo, n. 1527 - Toledo, † 1588)
- Giovanni Battista Antonelli, ingegnere e economista italiano (San Miniato, n. 1858 - Cassano Spinola, † 1944)
- Giovanni Astarita, ingegnere italiano (Napoli, n. 1933 - Napoli, † 1997)
- Giovanni Azzone, ingegnere italiano (Milano, n. 1962)

## B(6)
- Giovanni Belli, ingegnere e politico italiano (Stradella, n. 1812 - Calasca, † 1904)
- Giovanni Battista Bertoni, ingegnere e dirigente sportivo italiano
- Giovanni Boicelli, ingegnere italiano (Vigarano Mainarda, n. 1857 - Ferrara, † 1917)
- Giovanni Boldrini, ingegnere, cartografo e politico italiano
- Giovanni Branca, ingegnere e architetto italiano (Sant'Angelo in Lizzola, n. 1571 - Loreto, † 1645)
- Martino Buonocore, ingegnere, architetto e decoratore italiano (Napoli, n. 1680 - Napoli, † 1765)

## C(15)
- Giovanni Antonio Campostrini, ingegnere e politico italiano (Verona, n. 1862 - San Pietro in Cariano, † 1927)
- Giovanni Battista Caproni, ingegnere aeronautico, imprenditore e pioniere dell'aviazione italiano (Massone, n. 1886 - Roma, † 1957)
- Giovanni Antonio Luigi Carrara Colfosco, ingegnere italiano (Venezia - Rosário do Sul, † 1910)
- Giovanni Casiraghi, ingegnere aeronautico italiano (Genova, n. 1901 - † 1984)
- Giovanni Casoni, ingegnere, storico e archeologo italiano (Venezia, n. 1783 - Venezia, † 1857)
- Giovanni Ceccarelli, ingegnere e progettista italiano (Ravenna, n. 1961)
- Giovanni Battista Cerletti, ingegnere e enologo italiano (Chiavenna, n. 1846 - Chiavenna, † 1906)
- Giovanni Ceruti, ingegnere e architetto italiano (Valpiana, n. 1842 - Milano, † 1907)
- Giovanni Chevalley, ingegnere italiano (Siena, n. 1868 - Torino, † 1954)
- Giovanni Antonio Ciaschi, ingegnere e inventore italiano (Livorno, n. 1763 - Larderello, † 1816)
- Giovanni Cicali, ingegnere e scienziato italiano (Montecatini Terme, n. 1875 - Bologna, † 1952)
- Giovanni Codazza, ingegnere, fisico e matematico italiano (Milano, n. 1816 - Como, † 1877)
- Giovanni Cola di Franco, ingegnere e architetto italiano (Napoli - Napoli)
- Giovanni Corsi, ingegnere e politico italiano (Calcinaia, n. 1867 - Pisa, † 1953)
- Giovanni Cuppari, ingegnere italiano (Pisa, n. 1852 - Pisa, † 1914)

## D(7)
- Gian Giacomo dell'Acaya, ingegnere italiano (Napoli, n. 1500 - Lecce, † 1570)
- Giovanni D'Orio, ingegnere italiano (Partinico, n. 1926 - Hurlingham, † 2006)
- Giovanni De Sandre, ingegnere italiano (Sacile, n. 1935 - Milano, † 2025)
- Giovanni Del Gaizo, ingegnere e architetto italiano (Napoli, n. 1715 - Napoli, † 1796)
- Giovanni Del Tin, ingegnere e dirigente d'azienda italiano (Rivamonte Agordino, n. 1941)
- Giovanni Vincenzo Della Monica, ingegnere e architetto italiano (Cava de' Tirreni)
- Giovanni Di Raimondo, ingegnere e dirigente pubblico italiano (Modica, n. 1892 - Roma, † 1966)

## E(1)
- Giovanni Enrico, ingegnere italiano (Casale Monferrato, n. 1851 - † 1909)

## G(5)
- Giovanni Galasso, ingegnere italiano (Portocannone, n. 1897 - Napoli, † 1984)
- Giovanni Geloso, ingegnere e imprenditore italiano (n. 1901 - † 1969)
- Giovanni Giorgi, ingegnere elettrotecnico e fisico italiano (Lucca, n. 1871 - Castiglioncello, † 1950)
- Giovanni da Siena, ingegnere italiano (Siena - Bologna)
- Giovanni Giua, ingegnere e ufficiale italiano (Sassari, n. 1895 - Roma, † 1997)

## J(1)
- Giovanni Battista Josti, ingegnere e politico italiano (Mortara, n. 1799 - Torino, † 1853)

## L(2)
- Giovanni Lombardi, ingegnere svizzero (Sorengo, n. 1926 - Fontvieille, † 2017)
- Giovanni Luscia, ingegnere e politico italiano (Rezzato, n. 1818 - Brescia, † 1893)

## M(7)
- Giovanni Maciocco, ingegnere e architetto italiano (Olbia, n. 1947)
- Giovanni Marchesini, ingegnere italiano (Padova, n. 1936 - Padova, † 2023)
- Giovanni Domenico Mayer, ingegnere italiano (Perugia, n. 1868 - † 1925)
- Giovanni Milani, ingegnere italiano (Venezia, n. 1789 - Parigi, † 1862)
- Giovanni Battista Milani, ingegnere e architetto italiano (Roma, n. 1876 - Roma, † 1940)
- Giovanni Molari, ingegnere italiano (Bologna, n. 1973)
- Giovanni Morandini, ingegnere e politico italiano (Pereta, n. 1816 - Firenze, † 1888)

## N(2)
- Giovanni Antonio Nigrone, ingegnere italiano
- Giovanni Battista Nolli, ingegnere e architetto italiano (Castiglione d'Intelvi, n. 1701 - Roma, † 1756)

## O(1)
- Giovanni Ossanna, ingegnere italiano (Denno, n. 1870 - Monaco di Baviera, † 1952)

## P(6)
- Giovanni Pelleschi, ingegnere italiano (Follonica, n. 1845 - Buenos Aires, † 1922)
- Giovanni Domenico Piana, ingegnere italiano (Ponna, n. 1708 - Serre, † 1769)
- Giovanni Battista Piatti, ingegnere italiano (Milano, n. 1813 - Milano, † 1867)
- Giovanni Antonio Porcheddu, ingegnere e imprenditore italiano (Ittiri, n. 1860 - Torino, † 1937)
- Giovanni Portinari, ingegnere italiano
- Giovanni Prampolini, ingegnere e dirigente d'azienda italiano (Villa Bagno, n. 1878 - Sant'Antonino di Casalgrande, † 1935)

## R(2)
- Giovanni Angelo Reycend, ingegnere italiano (Torino, n. 1843 - Mondovì, † 1926)
- Giovanni Robert, ingegnere italiano (Sulmona, n. 1907 - Roma, † 1993)

## S(5)
- Giovanni Sanvitale, ingegnere e fotografo italiano (Parma, n. 1872 - Bologna, † 1951)
- Giovanni Savonuzzi, ingegnere e designer italiano (Ferrara, n. 1911 - Ferrara, † 1987)
- Giovanni Antonio Sevalle, ingegnere e architetto italiano (Torino, n. 1676 - Torino, † 1743)
- Giovanni Someda, ingegnere e dirigente pubblico italiano (Dolo, n. 1901 - Padova, † 1978)
- Giovanni Battista Stracca, ingegnere italiano (Taranto, n. 1924 - † 2022)

## T(2)
- Giovanni Tamburelli, ingegnere italiano (Novara, n. 1923 - Torino, † 1990)
- Giovanni Tofani, ingegnere e politico italiano (Genova, n. 1875 - Roma, † 1947)

## V(1)
- Giovanni Maria Veraci, ingegnere e cartografo italiano (Firenze - † 1781)

## Z(1)
- Giovanni Battista Zorzoli, ingegnere e autore televisivo italiano (Vigevano, n. 1932)